# Nikola Kozomara
Nikola Kozomara (* 16. Dezember 1991) ist ein ehemaliger serbischer Straßenradrennfahrer.

## Sportliche Laufbahn
Nikola Kozomara wurde 2007 Dritter im Straßenrennen der serbischen Meisterschaft in der Juniorenklasse und 2008 Dritter im Einzelzeitfahren. In der Saison 2009 wurde er serbischer Meister im Straßenrennen der Junioren. Bei den Balkan Championships in Tekirdağ gewann er im Straßenrennen der Junioren die Silbermedaille. Ab 2010 fuhr Kozomara für das serbische Continental Team Partizan Srbija.
2012 wurde Kozomara dreifacher serbischer Meister: In der U23-Klasse gewann er das Straßenrennen sowie das Einzelzeitfahren und wurde serbische Straßenmeisterin. 2016 wurde er ein zweites Mal nationaler Meister. Anschließend beendete er seine Radsportlaufbahn.

## Erfolge
2009
- Serbischer Meister – Straßenrennen (Junioren)

2012
- Serbischer Meister – Straßenrennen
- Serbischer U23-Meister – Straßenrennen, Einzelzeitfahren

2016
- Serbischer Meister – Straßenrennen

## Teams
- 2010 Partizan Srbija
- 2011 Partizan Powermove
- 2013 Hemus 1896